# Jan Hladík (hudebník)
Jan Hladík (* 18. srpna 1977) je český bubeník. Nejprve hrál ve skupině OTK a v jazzovém triu společně s Pavlem Husičkou a Danem Fidlerem. Poté se stal členem uskupení TGM stereo. V něm se seznámil s Tomášem Polákem a Pavlem Hrdličkou. Když se po šesti letech kapela rozpadala, založil roku 1998 spolu s Polákem, Hrdličkou a nově také Jiřím Macháčkem kapelu Mig 21. S ní vydal (k roku 2014) celkem šest kompaktních disků a dvě DVD.
Hladík nahrál též několik soundtracků k filmům. Například ke snímku Výlet režírovaném Alicí Nellis.